# Блажевич, Иосиф Францевич
Иосиф Францевич Блаже́вич (белор. Іосіф Францавіч Блажэвіч; 13 сентября 1891, Новосёлки, Новотрокский уезд, Виленская губерния, Российская империя — 8 мая 1939, Москва, СССР) — русский и советский военный деятель, комдив (20.11.1935), один из руководителей ПВО CCCP.

## Биография
Родился в сентябре 1891 года в деревне Новоселки (ныне Поставский район, Витебская область, Республика Беларусь) в крестьянской семье. Белорус.
Окончил ремесленное училище, Виленское военное училище (подпоручиком 06.08.1913). Затем служил младшим офицером в 70-м Ряжском пехотном полку. Участник Первой мировой войны. Командовал ротой, батальоном, руководил подготовительными курсами 5-й армии Северного фронта. В боях был трижды ранен. Награждён несколькими боевыми орденами и Георгиевским оружием (ВП от 02.11.1916). В октябре 1917 года был направлен на учёбу в Академию Генерального штаба. В начале 1918 года избран командиром батальона 70-го пехотного полка 18-й пехотной дивизии. Последний чин в старой армии — подполковник.
В Красной Армии с июля 1918 года. Участник Гражданской войны, в годы которой занимал должности: помощник командира и командир 4-го полка 6-й Московской пехотной дивизии (август — октябрь 1918 года), начальник оперативного отдела Правобережной группы войск 5-й армии (октябрь — ноябрь 1918 года), командир 1-го Волжского стрелкового полка (с ноября 1918 года), командир 1-й отдельной Симбирской бригады и 3-й бригады 27-й стрелковой дивизии (январь — ноябрь 1919 года), врид начальника 26-й стрелковой дивизии, начальник 27-й (ноябрь — декабрь 1919 года), 59-й (февраль-июль 1920 года) и 3-й Туркестанской (июль — ноябрь 1920 года) стрелковых дивизий.
После Гражданской войны занимал крупные посты в войсках и центральном аппарате наркомата обороны. С декабря 1920 по январь 1921 года командовал войсками 1-й армии Туркестанского фронта. В 1921—1922 годах — начальник 1-й Туркестанской стрелковой дивизии, командующий 1-й армией Туркестанского фронта, слушатель Высших академических курсов при Военной академии РККА. С сентября 1922 года — командир 16-го стрелкового корпуса.

«Опытный боевой командир. Не боится возлагаемых на него задач. Политически сроднился с Красной Армией, являясь одним из её героев».— М.Н. Тухачевский в аттестации на И.Ф. Блажевича в 1924 году.
С декабря 1926 года — инспектор по стрелково-тактическому делу Учебно-Строевого управления ГУРККА. Затем был назначен инспектором Противовоздушной обороны РККА. С мая 1930 года — первый начальник 6-го управления Штаба РККА (он же инспектор ПВО РККА). С осени 1931 года — начальник инспекции ПВО 6-го управления Штаба РККА. С лета 1932 года — инспектор Управления ПВО РККА. С октября 1933 года — заместитель начальника Управления ПВО РККА. Кандидат в члены ВКП(б) с 1930 года. Член ВЦИК. Комдив (Приказ наркома обороны СССР по личному составу № 2395 от 20.11.1935 года).
Блажевич внес большой вклад в создание в центральном аппарате РККА Управления, ведающего вопросами противовоздушной обороны.
В августе 1935 года им был представлен доклад наркому обороны СССР о неподготовленности местной обороны ряда пунктов и объектов страны. В октябре-ноябре 1936 года он организует проверки состояния противовоздушной обороны городов Ленинграда, Минска, Киева, Баку. В 1937 году участвует в выработке мероприятий по укреплению ПВО страны согласно принятой в ЦК ВКП(б) и СНК СССР программы на 1938—1941 годы, в формировании первых корпусов ПВО для обороны столицы, Ленинграда, Баку, дивизии ПВО для обороны Киева.
За ликвидацию белоказачьих банд атамана Анненкова в районе Сергиополь, Копал и за бои при освобождении Омска был награждён двумя орденами Красного Знамени [Начдив 59 стрелковой, Прик. РВСР № 260: 1920 г. и Комкор 16., Прик. РВСР № 177: 1924 г. (вторичное награждение)].
Арестован 18 февраля 1938 года Военной коллегией Верховного Суда СССР 16 марта 1939 г. по обвинению в принадлежности к военному заговору, приговорен к расстрелу. Приговор приведен в исполнение 8 мая 1939 года. Место захоронения — Москва, Донское кладбище. Определением ВКВС от 29 августа 1956 года реабилитирован.